# Инилчектау
Инилчектау или Енгилчектау (на киргизки: Эңилчек кырка тоо; на руски: Иныльчектау, Энгыльчектау) е планински хребет в източната част на Вътрешен Тяншан, разположен на територията на Киргизстан (Исъккулска област). Дължина около 65 km. Простира се между горното течение на река Сариджаз (от басейна на Тарим) на запад и левите ѝ притоци Инилчек на север и Каинди на юг, водещи началото си съответно от ледниците Южен Инилчек и Каинди. На изток се свързва с крайната североизточна, най-висока част на хребета Какшаал Тоо. Максимална височина връх Нансен 5697 m, (42°08′59″ с. ш. 79°37′53″ и. д. / 42.149722° с. ш. 79.631389° и. д.). Изграден е от метаморфни шисти и варовици. Покрит е с вечни снегове и ледници. Склоновете му са заети от скали и сипеи, а в подножията му господства високопланинската пустиня.

## Топографска карта
- К-44-А М 1:500000[2]